# Джейсон Спецца
Джейсон Спецца (англ. Jason Anthony Rocco Spezza) — канадський хокеїст. Народився 13 червня 1983 року в місті Міссісога на півдні провінції Онтаріо. Чемпіон світу (2015) та дворазовий срібний призер чемпіонатів світу (2008 та 2009). Найкращий бомбардир чемпіонату світу-2015 та Американської хокейної ліги в сезоні 2004-2005 років.

## Біографія
Джейсон має італійське коріння. Його батьки Ріко і Донна Спецца. У Джейсона є сестра Мішель і брат Метью, котрий також грає в хокей, на позиції голкіпера, в міжнародній хокейній лізі (IHL).

### Кар'єра
На юніорському рівні Джейсон почав виступати в 15 років в хокейній лізі Онтаріо. За проведені в цій лізі повні чотири сезони він змінив чотири команди. У 228 поєдинках на юніорському рівні Спецца зумів набрати 353 очка. За такі успіхи вже в 16 років був запрошений до складу молодіжної збірної Канади з хокею. І вже в 2000 він представляв Канаду на молодіжному чемпіонаті світу в Швеції. Таким чином він став лише третім гравцем в історії канадського хокею, після Вейна Гретцкі і Еріка Ліндроса, що вже в 16 років виступав за «молодіжку» (після нього це досягнення було повторене у 2004 році Джеєм Баумістером та Сідні Кросбі). Команда Канади виграла бронзові нагороди. В наступні два роки на молодіжних чемпіонатах світу Джейсон разом з командою виборов ще одну бронзову та срібну нагороди першостей.
На дорослому рівні Спецца був в резерві збірної Канади на Олімпіаді в Турині, але участі в матчах не брав. Тож дебют в національній команді відбувся лише на чемпіонаті світу в Канаді в 2008 році. І Спецца виграв чергову срібну нагороду змагань. На останньому чемпіонаті світу, що проходив в Швейцарії, Спеццу знову було запрошено і він став одним з найяскравіших гравців у складі збірної. Закинувши 7 шайб, Джейсон поділив перше місце в списку снайперів турніру з партнером по збірній Стівом Стемкосом і фіном Ніко Капаненом. Весь турнір команда країни кленового листа виглядала дуже впевнено, але у фіналі знову спіткнулася, як і рік до того, на збірній команді Росії.

## Досягнення
- Чемпіон світу (2015)
- Нагорода Леса Каннінгема (2005) — найцінніший гравець (MVP) АХЛ
- Трофей Джона Б. Солленбергера (2005) — найкращий бомбардир АХЛ (117 очок)
- Учасник матчу всіх зірок НХЛ 2008 року
- Найкращий нападник чемпіонату світу (2015)

## Статистика
| Сезон                       | Клуб                        | Ліга                        | Регулярна першість          | Регулярна першість          | Регулярна першість          | Регулярна першість          | Плей-оф | Плей-оф | Плей-оф | Плей-оф |
| Сезон                       | Клуб                        | Ліга                        | І                           | Г                           | П                           | О                           | І       | Г       | П       | О       |
| --------------------------- | --------------------------- | --------------------------- | --------------------------- | --------------------------- | --------------------------- | --------------------------- | ------- | ------- | ------- | ------- |
| 2001-2002                   | Гранд-Репідс Гріффінс       | АХЛ                         | -                           | -                           | -                           | -                           | 3       | 1       | 0       | 1       |
| 2002-2003                   | Бінгхемптон Сенаторс        | АХЛ                         | 43                          | 22                          | 32                          | 54                          | 2       | 1       | 2       | 3       |
| 2002-2003                   | Оттава Сенаторс             | НХЛ                         | 33                          | 7                           | 14                          | 21                          | 3       | 1       | 1       | 2       |
| 2003-2004                   | Оттава Сенаторс             | НХЛ                         | 78                          | 22                          | 33                          | 55                          | 3       | 0       | 0       | 0       |
| 2004-2005                   | Бінгхемптон Сенаторс        | АХЛ                         | 80                          | 32                          | 85                          | 117                         | 6       | 1       | 3       | 4       |
| 2005-2006                   | Оттава Сенаторс             | НХЛ                         | 68                          | 19                          | 71                          | 90                          | 10      | 5       | 9       | 14      |
| 2006-2007                   | Оттава Сенаторс             | НХЛ                         | 67                          | 34                          | 53                          | 87                          | 20      | 7       | 15      | 22      |
| 2007-2008                   | Оттава Сенаторс             | НХЛ                         | 76                          | 34                          | 58                          | 92                          | 4       | 0       | 1       | 1       |
| 2008-2009                   | Оттава Сенаторс             | НХЛ                         | 82                          | 32                          | 41                          | 73                          | -       | -       | -       | -       |
| 2009-2010                   | Оттава Сенаторс             | НХЛ                         | 60                          | 23                          | 34                          | 57                          | 6       | 1       | 6       | 7       |
| 2010-2011                   | Оттава Сенаторс             | НХЛ                         | 62                          | 21                          | 36                          | 57                          | -       | -       | -       | -       |
| 2011-2012                   | Оттава Сенаторс             | НХЛ                         | 80                          | 34                          | 50                          | 84                          | 7       | 3       | 2       | 5       |
| 2012-2013                   | Оттава Сенаторс             | НХЛ                         | 5                           | 2                           | 3                           | 5                           | 3       | 0       | 1       | 1       |
| 2013-2014                   | Оттава Сенаторс             | НХЛ                         | 75                          | 23                          | 43                          | 66                          | -       | -       | -       | -       |
| 2014-2015                   | Даллас Старс                | НХЛ                         | 82                          | 17                          | 45                          | 62                          | -       | -       | -       | -       |
| Всього в НХЛ                | Всього в НХЛ                | Всього в НХЛ                | 768                         | 268                         | 481                         | 749                         | 56      | 17      | 35      | 52      |
| Всього на чемпіонатах світу | Всього на чемпіонатах світу | Всього на чемпіонатах світу | Всього на чемпіонатах світу | Всього на чемпіонатах світу | Всього на чемпіонатах світу | Всього на чемпіонатах світу | 35      | 18      | 17      | 35      |